# Нюя (село)
Ню́я (якут. Ньүүйэ) — село в Ленском районе Якутии России. Административный центр муниципального образования «Нюйский наслег».

## Название
«Ньууйэ» (ньюйа) нюя — якутское слово и согласно книге «Памятники архитектуры» означает «мокрое место».

## География
Располагается на реке Лена юго-восточнее Ленска, в 96 км от районного центра — Ленска.
Село расположено в районе с умеренным светом сухим континентальным климатом. Безморозный период длится в среднем от 60 до 90 дней, а срок с полным снежным покровом от 190 до 220 дней, начиная со второй половины октября. Средняя глубина снега составляет от 50 до 63 см. Средняя температура воздуха в июле +23 ° С, с абсолютным максимумом +35 ° С, а абсолютный минимум −55 ° С. Среднегодовое количество осадков составляет от 300 до 400 мм. Продолжительность вегетационного периода от 120 до 130 дней, но летом возможны заморозки.

## История
Нюя образовано на месте неолитической стоянки первобытных людей, расположено в устье реки Нюя (левый приток Лены).
Затем эти места стали заселять якутские племена. С 1640-х годов стали появляться ссыльные поселенцы: в «пашню» (крестьян для развития земледелия), «в службу» (чиновников), в «посад» (беглых людей). Ссыльные двигались по почтовому тракту, который затем был назван Якутско-Иркутским (1743 год). В 1778 году тракт насчитывал 38 станций, где появились Нюйска, Жердинская (30 км от Нюи), Батамайская и другие станции.
Через Нюю проходили и участники восстания Степана Разина, и московские стрельцы, участники восстания против Петра І, и декабристы; в том числе Бестужева-Марлинского, Краснокудского, Чернышева, Ярославского, Гончарова, Муравьева-Апостола и т. д. Проезжали Чернышевский, Петровский, Орджоникидзе и т. д. Вероятнее всего все они останавливались в доме Авдеевых: отдохнуть и запастись продуктами.
В 1843 году в Нюе проездом побывал академик, исследователь Сибири, профессор зоологии — А. Ф. Миддендорф, который первым провёл исследования «вечной мерзлоты» в Якутии и создал классический труд о Сибири — Путешествие на Север и Восток Сибири: Север и Восток Сибири в естественно-историческом отношении. История села хранит память о В. Г. Короленко, арестованного и сосланного в Якутскую область. Остановку в Нюе он совершил в доме Авдеевых, о чём свидетельствует записка, найденная в щели дома при его разборке для перевоза.
В советское время село являлось поселением лесного хозяйства.

## Население
| 1989 | 2002  | 2006  | 2010  | 2021  |
| ---- | ----- | ----- | ----- | ----- |
| 1600 | ↘1276 | ↗1368 | ↘1342 | ↘1021 |

## Экономика
В 1929 году был основан леспромхоз, который в 1992 году был приватизирован, однако он обанкротился.

## Транспорт
Сообщение с райцентром круглогодичное автомобильное, с селом Турукта — в летнее время по реке Лена.